# Seznam argentinskih tenisačev
Seznam argentinskih tenisačev.

## A
- José Acasuso
- Franco Agamenone
- Pablo Albano
- Martín Alund
- Lito Álvarez
- Guido Andreozzi
- Facundo Argüello
- Mailen Auroux
- Roberto Azar

## B
- Sebastián Báez
- Facundo Bagnis
- Carlos Berlocq
- Juan Pablo Brzezicki
- Tatiana Bua

## C
- Pedro Cachín
- Agustín Calleri
- Guillermo Cañas
- Ricardo Cano
- Camilo Ugo Carabelli
- Francisco Cerúndolo
- Juan Manuel Cerúndolo
- Juan Ignacio Chela
- José Luis Clerc
- Federico Coria
- Guillermo Coria
- Jorgelina Cravero

## D
- Brian Dabul
- Federico Delbonis
- Gisella Dulko
- Guillermo Durán

## E
- Artin Elmayan
- Tomas Martín Etcheverry
- Gastón Etlis

## F
- Clarisa Fernández
- Juan Pablo Ficovich

## G
- Alejandro Ganzábal
- Juan Garat
- Gastón Gaudio
- Raquel Giscafré
- Inés Gorrochategui
- Nicolas Alejandro De Gregorio
- Juan Pablo Guzmán

## I
- Marcelo Ingaramo
- María Irigoyen

## J
- Martín Jaite
- Diego Junqueira

## K
- Lucas Arnold Ker
- Nicolas Kicker
- Ignacio González King
- Christian Kordasz

## L
- Luis Lobo
- Juan Ignacio Londero
- Sofía Luini

## M
- Leonardo Mayer
- Andrés Molteni
- Juan Mónaco

## N
- David Nalbandian

## O
- Renzo Olivo
- Paula Ormaechea
- Daniel Orsanic

## P
- Guido Pella
- Horacio de la Peña
- Nadia Podorska
- Juan Martín del Potro
- Sebastián Prieto
- Mariano Puerta

## R
- Diego del Río
- Sergio Roitman
- Guillermo Pérez Roldán

## S
- Roberto Saad
- Gabriela Sabatini
- Maria-Emilia Salerni
- Pitu Salerni
- Aranza Salut
- Eduardo Schwank
- Diego Sebastián Schwartzman
- Franco Squillari
- Paola Suárez

## T
- Patricia Tarabini
- Santiago Rodríguez Taverna
- Marco Trungelliti

## V
- Guillermo Vilas

## Z
- Horacio Zeballos
- Matías Zukas